# Rationale tal
 Der er for få eller ingen kildehenvisninger i denne artikel, hvilket er et problem. Du kan hjælpe ved at angive troværdige kilder til de påstande, som fremføres i artiklen.

Inden for matematikken omfatter de rationale tal alle tal, der kan skrives på formen {\displaystyle {\frac {a}{b}}} hvor {\displaystyle a} er et heltal og {\displaystyle b} er et naturligt tal. Dette omfatter heltal samt brøker.
Mængden af rationale tal betegnes ℚ (fra italiensk quoziente "kvotient")[kilde mangler] og kan med mængdenotation defineres således:
{\displaystyle \mathbb {Q} =\left\{{\frac {m}{n}}\mid m\in \mathbb {Z} ,n\in \mathbb {N} \right\}}.
Enhver endelig eller periodisk decimalbrøk er et rationalt tal, f.eks. er
- {\displaystyle 3.1415={\frac {31415}{10000}}={\frac {6283}{2000}}}.
- {\displaystyle 0.123123123...={\frac {123}{999}}={\frac {41}{333}}}.

Alle andre reelle tal kaldes for de irrationale tal.

## Aritmetik
{\displaystyle {\frac {a}{b}}+{\frac {c}{d}}={\frac {a\cdot d+b\cdot c}{b\cdot d}}}
{\displaystyle {\frac {a}{b}}\cdot {\frac {c}{d}}={\frac {a\cdot c}{b\cdot d}}}
To rationale tal {\displaystyle {\frac {a}{b}}} og {\displaystyle {\frac {c}{d}}} er lig hinanden, hvis og kun hvis {\displaystyle a\cdot d=b\cdot c}.
De rationale tal er et legeme, da det er en ring med multiplikativ invers:
{\displaystyle {\frac {a}{b}}\cdot {\frac {b}{a}}=1}

## Bøger
- Carstensen, Jens & Frandsen, Jesper (1990): Obligatorisk matematik. Forlaget Systime, Herning. ISBN 87-7783-630-8
- Holth, Klaus m.fl. (1987): Matematik Grundbog 1. Forlaget Trip, Vejle. ISBN 87-88049-18-3